# Tom Kublin
Tom Kublin (Zalaszentgrót, Distrito de Zalaszentgrót, 4 de marzo de 1924-Locarno, 30 de mayo de 1966) fue un fotógrafo húngaro mayormente conocido por sus fotografías de moda para la industria textil, trabajando para diseñadores como Balenciaga, Yves Saint Laurent, Givenchy y para la revista Harper's Bazaar.
Después de la Segunda Guerra Mundial, y ante la invasión soviética de Hungría, decidió emigrar a Zúrich, donde abrió un estudio fotográfico.
El contexto de esta ciudad suiza, históricamente vinculada a la industria textil, con la que le conectó con la sede Abraham & Co y conociendo entre ellos a Gustav Zumsteg, empresa para la que trabajó durante más de dos décadas y la que le conecto con la alta costura parisina. Tom Kublin también se extendió a la filmación realizando el anuncio del perfume Le Dix de Balenciaga.

## Biografía y obra
Tom Kublin nació el 4 de marzo de 1924. Proveniente de una familia trabajadora de clase media, el y su hermano Jean fueron criados por su madre después de que su padre falleciera inesperadamente a la edad de 42 años. Kublin desde los 13 años empieza a interesarse por la fotografía y estudia en la escuela de fotografía de Budapest. En 1944-45 con 20 años sirve en el ejército húngaro como fotógrafo, al finalizar la guerra, recibe el encargo de fotografiar los daños que los bombardeos soviéticos habían ocasionado en Budapest. En 1946 Se traslada a Zúrich, donde abre un estudio fotográfico especializado en publicidad y que le conecto con la industria textil y descubre el mundo de la moda, realizando fotografías en un desfile de Jacques Fath celebrado en Saint Moritz. En 1951-52 Abre otro estudio en París, en la calle 45. Rue Sainte Anne y con Gian Paolo Barbieri como asistente.
Existe muy poca bibliografía sobre la trayectoria profesional de Tom Kublin. Los testimonios de Hubert de Givenchy y el ilustrador Alfredo Bouret Gonzales, coinciden al afirmar que el fotógrafo húngaro conoció a Balenciaga a través de Gustav Zumsteg.

### Tom Kublin y Balenciaga
Tom Kublin a mediados de 1950 y 1960 conoció a Cristóbal Balenciaga, y trabajo para la marca realizando la documentación fotográfica y filmación de los diseños de la casa Balenciaga para la protección del copyright y fotografías artísticas de los modelos que Balenciaga quería compartir con la prensa , Tom Kublin tomó este tipo de fotografías de las colecciones de Balenciaga a partir de 1955. En ellas, las modelos posan de frente, de espalda y, en ocasiones, de perfil, portando el número del diseño en la mano. Así, se dejaba constancia de las características de cada creación y, en caso de que fuera necesario, podía demostrarse la autoría de Balenciaga. Solían ser, generalmente, los diseños que había vendido con licencia de reproducción, y que iban a estar a la venta en distintos establecimientos de lujo. Era la forma de promocionar a sus compradores de licencias, al tiempo que protegía de la piratería los modelos más exclusivos. 
Thomas Kublin empezó a filmar las presentaciones de Balenciaga completas, también con motivos documentales, a comienzos de la década de 1960, las primeras películas están grabadas en blanco y negro, a partir de la colección de invierno de 1965 comienza a editarlas, incluyendo una introducción con primeros planos de sombreros e incluso música de ambiente. Sus últimas películas para la casa, ya en color, introducen coreografías de varias modelos en la misma secuencia, y dejan de ser estrictos documentos de archivo para asemejarse a películas-anuncio.
A mediados de la década de 1960 se agrava la crisis del sector de la alta costura, la casa Balenciaga que empezaba a sufrir la ausencia de compradores de licencias en sus desfiles, pidió a Kublin la realización de estas últimas versiones editadas. Así, disponían de un material que recogía lo que quería enseñar de las colecciones, para compradores sin necesidad de que se desplazaran hasta París. Con la irrupción de la televisión con anuncios de perfumes y accesorios de marcas de moda, y de programas con contenidos sobre las tendencias, Tom Kublin realizó el anuncio del perfume Le Dix de Balenciaga aunque también realizó filmaciones en la que se aprecia al modisto trabajando en ultimar su colección de verano de 1966. Las filmaciones de Tom Kublin para Balenciaga le permitieron crecer como realizador de películas de moda. En el momento de su fallecimiento estaba inmerso en la grabación de un documental para la televisión norteamericana que nunca vio la luz.